# Masahiro Sakurai
Masahiro Sakurai (桜井 政博?, Sakurai Masahiro; Tokyo, 3 agosto 1970) è un autore di videogiochi giapponese.
È il creatore delle serie Kirby e Super Smash Bros. Ha inoltre collaborato allo sviluppo di Meteos e Kid Icarus: Uprising.

## Biografia
Masahiro Sakurai è nato il 3 agosto 1970 a Musashimurayama, un quartiere di Tokyo. Ha esordito nell'industria dei videogiochi lavorando per HAL Laboratory, dove realizzò il personaggio di Kirby all'età di 19 anni e diresse il suo primo titolo, Kirby's Dream Land.  Sakurai lasciò l'azienda il 5 agosto 2003, stanco della realizzazione continua di sequel da parte della Hal, terminando il suo lavoro sulla serie di Kirby. "È stato difficile per me vedere che ogni volta che creavo un nuovo gioco, la gente pensava automaticamente che fosse in arrivo un sequel", ha commentato Sakurai, in un'intervista a Nintendo Dream, rilasciata due settimane dopo le sue dimissioni dall'azienda. 
Subito dopo, Sakurai ha iniziato a lavorare a un progetto con Q Entertainment, insieme a Tetsuya Mizuguchi. Questa collaborazione ha portato a Meteos nel 2005, un puzzle game per Nintendo DS. Il 30 settembre 2005, Sakurai ha annunciato di aver fondato la sua compagnia, Sora. Sono stati annunciati due titoli in fase di sviluppo, ma nessuna informazione sui titoli è stata divulgata. Per quanto riguarda il futuro della serie Super Smash Bros., Nintendo e il presidente di HAL Laboratory Satoru Iwata, durante la conferenza stampa di Nintendo all'E3 2005, hanno promesso che un'iterazione online del gioco sarebbe arrivata sulla console per videogiochi Nintendo Wii.
Nel numero 885 della rivista Famitsū, Sakurai rivelò che sarebbe stato direttore e game designer di Super Smash Bros. Brawl per Wii. Il gioco venne pubblicato nel 2008.
L'ultimo giorno di aggiornamenti, è stato rivelato che Sakurai ha fornito la voce per King Dedede in Kirby 64: The Crystal Shards e in Super Smash Bros. Brawl. All'E3 2010 venne rivelato che Sakurai e Project Sora, la compagnia realizzata in collaborazione con Nintendo, stavano lavorando a Kid Icarus: Uprising per Nintendo 3DS. Project Sora venne poi chiuso e lo sviluppo terminò il 30 giugno 2012. All'E3 2011, Nintendo annunciò che Sakurai stava lavorando a Super Smash Bros. for Nintendo 3DS e Wii U. Sakurai iniziò lo sviluppo del titolo con l'uscita di Kid Icarus: Uprising nel marzo del 2012.
Nel febbraio 2013, a Sakurai fu diagnosticata una tendinite calcifica vicino alla spalla destra, che gli causava un forte dolore ogni volta che muoveva il braccio. La moglie di Sakurai, Michiko, ha lavorato all'interfaccia utente grafica di molti dei suoi giochi, tra cui Kirby Air Ride, Meteos e la serie Super Smash Bros.
In un articolo di gennaio 2015 su Weekly Famitsu, Sakurai accennò alla possibilità di andare in pensione, esprimendo dubbi sul fatto che sarebbe stato in grado di continuare a realizzare giochi se la sua carriera avesse continuato a essere tanto stressante. Nel dicembre 2015, Sakurai ribadì che non era sicuro che ci sarebbe stato un altro gioco nella serie Smash Bros., ma l'8 marzo 2018, Super Smash Bros. Ultimate venne annunciato durante un Nintendo Direct e pubblicato nel dicembre dello stesso anno.
Nell'agosto 2022 ha creato un canale YouTube dal titolo Masahiro Sakurai on Creating Games dedicato allo sviluppo di videogiochi, disponibile in inglese e in giapponese.

## Ludografia
- Kirby's Dream Land (1992, Game Boy)
- Kirby's Adventure (1993, Nintendo Entertainment System)
- Kirby's Fun Pak (1996, Super Nintendo Entertainment System)
- Super Smash Bros. (1999, Nintendo 64)
- Super Smash Bros. Melee (2002, Nintendo GameCube)
- Kirby Air Ride (2003, Nintendo GameCube)
- Kirby: Incubo nella Terra dei Sogni (2003, Game Boy Advance)
- Super Smash Bros. Brawl (2008, Wii)
- Kid Icarus: Uprising (2012, Nintendo 3DS)
- Super Smash Bros. per Nintendo 3DS e Wii U (2014)
- Super Smash Bros. Ultimate (2018, Nintendo Switch)
- Kirby Air Riders (2025, Nintendo Switch 2)